# Харуки Мураками
Харуки Мураками (јап. 村上春樹; 村上春樹, Кјото 12. јануар 1949) је један од најпознатијих савремених јапанских писаца надреализма и добитник више престижних књижевних награда. Његове књиге и приче су бестселери у Јапану и на међународном плану, а његов рад је преведен на 50 језика и продати су милиони примерака изван његове земље. Добитник је бројних награда за свој рад, укључујући Гунзоу награду за нове писце, Светску награду за фантазију, Међународну награду за кратку причу Франка О'Конора, Награду Франц Кафка и Јерусалимску награду.
Одрастао у Кобеу пре него што се преселио у Токио да похађа Универзитет Васеда, објавио је свој први роман Чуј ветар како пева (1979) након што је седам година радио као власник малог џез бара. Његова значајна дела укључују романе Норвешка шума (1987), Хроника птице навијалице (1994–95), Кафка на обали мора (2002) и 1Q84 (2009–10), при чему је 1Q84 рангиран као најбоље дело јапанске хексеј ере (1989–2019) према истраживању књижевних стручњака националног листа Асахи Шимбун. Његов рад обухвата жанрове укључујући научну фантастику, фантастику и криминалистичку фантастику, а постао је познат по употреби магичних реалистичких елемената. Његова званична веб страница наводи Рејмонда Чендлера, Курта Вонегата и Ричарда Браутигана као кључне инспирације за његов рад, док је сам Мураками навео Казуа Ишигура, Кормака Макартија и Дага Солстада као своје омиљене тренутно активне писце. Мураками је такође објавио пет збирки кратких прича, укључујући његово последње објављено дело, Прво лице једнине (2020) и нефикцијске радове, укључујући Андергроунд (1997), инспирисано личним интервјуима које је Мураками водио са жртвама напада сарином у метроу у Токију, и О чему причам када говорим о трчању (2007), серији личних есеја о његовом искуству маратонца.
Његова фикција је поларизирала књижевне критичаре и читалачку публику. Јапански књижевни естаблишмент понекад га је критиковао као нејапанског, што је довело до тога да Мураками подсећа да је био „црна овца у јапанском књижевном свету“. У међувремену, Гери Фискеџон, уредник Муракамијеве збирке Слон нестаје (1993), Муракамија је описао као „заиста изванредног писца“, док је Стивен Пул из Гардијана сврстао Муракамија као „међу највећим живим светским романописцима“ за његов опус.

## Биографија
Харуки Мураками је рођен у Кјоту, али је већи део свог одрастања провео у Кобеу. Његов отац је био син будистичког свештеника, а мајка ћерка велетрговца из Осаке. Обоје су предавали јапанску књижевност.
Упркос тој чињеници, Муракамија више интересује америчка књижевност, што га и издваја из главне струје јапанске књижевности.
Студирао је драму на Универзитету Васеда у Токију, где се и упознао са својом будућом женом Јоко. Његово прво запослење било је у продавници грамофонских плоча. Након завршених студија, 1974. године, отвара џез бар „Peter Cat“ у Токију, који ради све до 1982. године. Тема многих његових романа, као и сами наслови, повезани су са музиком, укључујући и Играј, играј, играј (од Р&Б групе The Dells), Норвешка шума (по песми Битлса) и Јужно од границе, западно од сунца (први део наслов је песме Нета Кинга Кола).
Мураками је започео са писањем у својим раним тридесетим годинама. Како је сам рекао, гледајући бејзбол утакмицу, одједном је осетио необјашњиву инспирацију за писањем свог првог романа (Слушај песму ветра, 1979). Неколико наредних месеци писао је само неколико сати након завршеног радног дана у бару, тако да је успевао да пише само кратка поглавља. Након што га је завршио, роман је послао на једини семинар који је хтео да прихвати рад такве дужине и освојио је награду.
Тај првобитни успех охрабрио га је да настави даље са писањем. Годину дана касније, издаје наставак Флипер 1973. Године 1982. издаје Лов на дивљу овцу. Године 1985. објављује Тврдо кувана земља чудеса и крај света
Светски познат Мураками постаје објављивањем Норвешке шуме, носталгичне приче о губитку и сексуалности. Милион копија продано је у Јапану. Међу младима у Јапану, Мураками је постао суперзвезда. Књига је штампана у два дела која су продавана заједно. Једна је имала зелени, а друга црвени део. Најзагриженији обожаватељи изражавали су своју наклоност једном од делова носећи књигу зелене, односно црвене боје. Године 1986. Мураками напушта Јапан и путује у Европу и настањује се у САД.
Предаје, између осталог, на Универзитету у Принстону. Баш у то време и настају романи Играј, играј, играј и Јужно од границе, западно од сунца.
Кратке приче су важан део Муракамијевог опуса. Приче написане у периоду између 1983. и 1990. године објављене су под насловом Слон нестаје. После потреса такође је збирка прича. Физички је активан и то сматра јако важним за свој стваралачки рад.

## Дела
Неки од његових најпознатијих романа су:
- Слушај песму ветра (1979)
- Флипер (1973)
- И слон ишчезну и друге приче (1981)
- Лов на дивљу овцу (1982)
- Окорела земља чуда и смак света (1985)
- Норвешка шума (1987)
- Играј, играј, играј (1988)
- Јужно од границе, западно од сунца (1992)
- Књиге прича: Поновни напад на пекару (1993)
- Хроника птице навијалице (1994)
- Спутник љубав (1999)
- После потреса (2000)
- Кафка на обали мора (2002)
- Кад падне ноћ (2004)
- 1Q84 (2009)
- Безбојни Цукуру Тазаки и његове године ходочашћа (2013)
- Писац као професија (2015) књига есеја
- О чему говорим када говорим о трчању (2017)
- Убиство Комтура (2018)
- Прво лице једнине (2021)
- Град и његове несталне зидине (2024)[21]

Преводиоци Муракамијевих дела у Србији су Наташа Томић и Дивна Томић, а издавач Геопоетика, у Босни га преводи издавач Шахинпашић.

## Рад
Преводио је на јапански Фицџералда, Кервера, Ирвинга, Селинџера и друге америчке писце. Након вишегодишњег периода проведеног у Америци и Европи, сада живи у Јапану, а ради као гостујући професор на Универзитету Принстон у САД.
Своју архиву завештао је токијском универзитету Васеда.

## Награде
Он је шести добитник „Франц Кафка“ награде за роман Кафка на обали мора.
Критичари га сматрају важном фигуром у постмодерној књижевности, а „Гардијан“ га је похвалио као „једног од највећих светских живих романописаца“.

## Филмови
Муракамијев први роман „Слушај песму ветра“ је екранизован 1981. године.
Године 2004. излази филм „Тони Такитани“ који је снимљен по Муракамијевој истоименој краткој причи.
Најзад, 2010. године је снимљен филм „Норвешка шума“. Екранизација Муракамијевог истоименог романа.